# Кофола
Ко́фола (чеш. Kofola) — газированный безалкогольный напиток, который выпускался в Чехословакии с 1959 года изначально как альтернатива недоступным западным кока-коле и пепси. В настоящее время производится одноимённой компанией на заводах в Чехии и Словакии.
Компания является самым известным производителем напитков в Центральной Европе, её продукция продается не только на чешском и словацком, но и на польском, словенском, хорватском, российском, австрийском и венгерском рынках. В 2007 году продажи достигли 4,4 млрд чешских крон.

## Состав
Кофола была создана в рамках государственной программы по использованию избытков кофеина при обжарке кофе.
Основой Кофолы является фруктовый сироп из яблок и смородины, дополненные сиропом из вишни и малины. Сироп готовится за один раз на весь сезон производства, поэтому год от года вкус может изменяться в зависимости от характера погоды в данном сезоне и степени зрелости плодов.
Также в состав входит сахар, карамель, кориандр, корица, экстракт лакрицы и аромат апельсинового дерева.
В сравнении с Пепси или Кока-Колой Кофола содержит на 30 % меньше сахара и не содержит ортофосфорную кислоту, которая входит в состав многих безалкогольных напитков как регулятор кислотности.

### Разновидности
- В 2004 году была представлена новая Кофола Лимон (чеш. Kofola Citrus)
- В 2007 году была выпущена ограниченная партия Кофола Корица (чеш. Kofola Skořicová)
- С 2008 года выпускается Кофола Без сахара (чеш. Kofola Bez cukru)
- В ноябре 2008 года была выпущена очередная ограниченная партия Кофола Барборка со вкусом черешни (чеш. Kofola Barborková)
- В ноябре 2009 года в рамках ограниченной рождественской партии вышла Кофола Звёздная (чеш. Kofola Hvězdičková) со вкусом граната и ванили
- В 2011 году анонсирован новый вкус, Кофола вишнёвая (чеш. Kofola višňová) со вкусом вишни
- В 2011 году была выпущена Кофола травяная (чеш. Kofola bylinková) со вкусом мяты, горечавки и одуванчика
- В 2016 году выпущена Кофола Арбуз (чеш. Kofola Meloun)

## Продажа
По данным официального сайта, производство увеличивалось в первую очередь во второй половине 1960-х годов и в начале 1970-х годов, когда Кофола противопоставлялась западной Кока-Коле. Ежегодное производство в 1970−72 годах составляло 179 400 литров. После Бархатной революции рынок Чехословакии, а затем и получившей независимость Чехии стал свободным и Кофола была вытеснена Кока-Колой и Пепси. В 1996 году производство опустилось до исторического минимума, 26 000 литров. Но в 2000 году вновь начался рост. В 2007 году оборот компании составил 4,5 млрд чешских крон.

### Словакия
В Словакии Кофола является главным конкурентом Кока-Колы и Пепси. В 2003 году на словацком рынке было продано 14,28 млн литров Кофолы, а в 2004 году — уже 19,44 млн. Согласно исследованиям 2004 года, 17 % словацких потребителей безалкогольных напитков чаще всего покупают Кофолу, своё предпочтение Кока-Коле отдали лишь 14 % респондентов. Рыночная доля Кофолы за последние 3 года увеличилась вдвое (4,6 % в 2002 году, 9,4 % в 2004 году). Кофола заняла третье место на словацком рынке после Кока-Колы (11,5 % в 2004 году) и Walmark (9,6 %).